# Maryna Zagórska

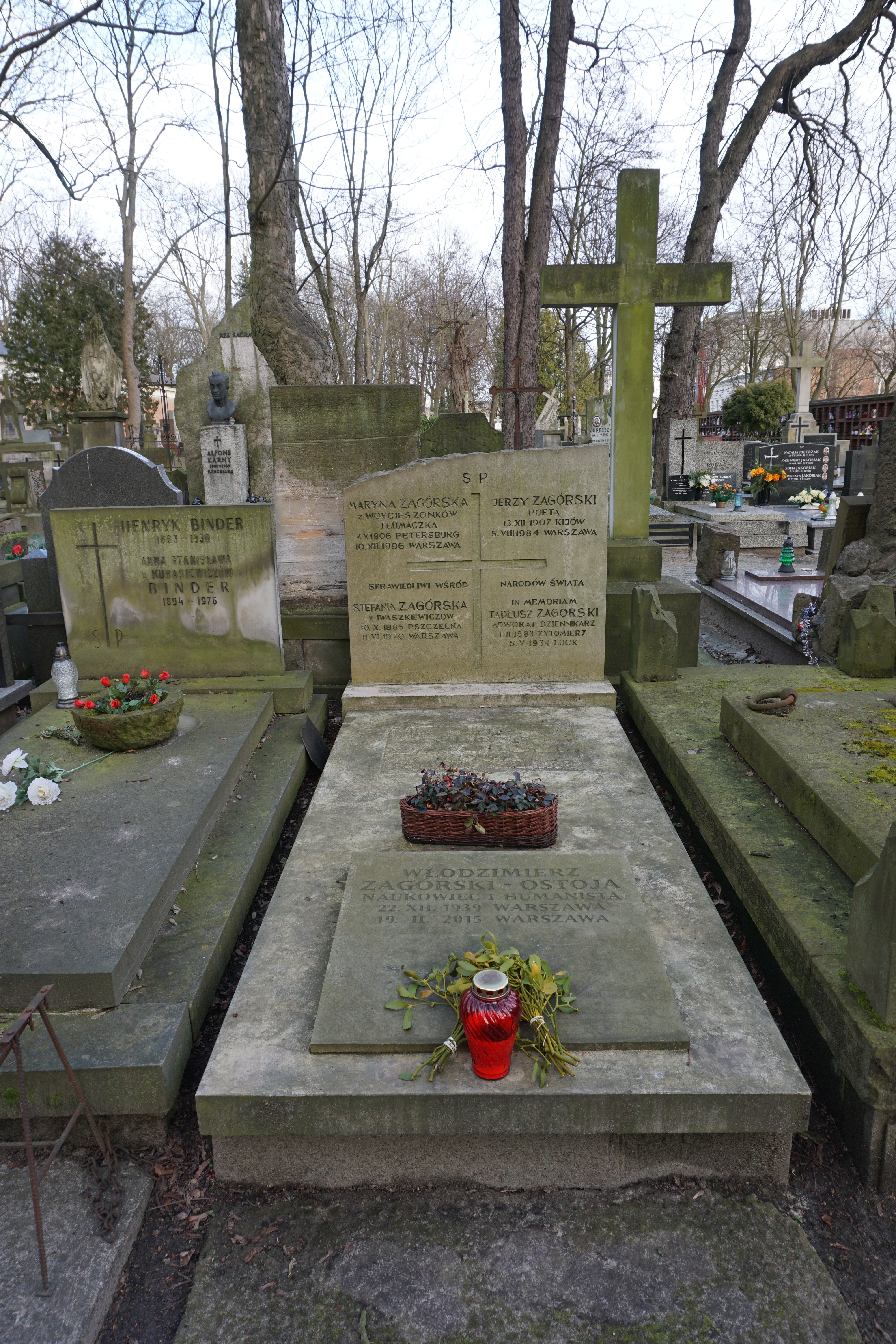
Grób Maryny Zagórskiej na cmentarzu Powązkowskim

Maria (Maryna) Zagórska, z domu Woycieszonek (ur. 24 kwietnia?/7 maja 1906 w Sankt Petersburgu, zm. 10 grudnia 1996 w Warszawie) – polska tłumaczka literatury pięknej, współpracowniczka Komitetu Obrony Robotników i Komitetu Samoobrony Społecznej „KOR”.

## Życiorys
Studiowała historię na Uniwersytecie Stefana Batorego w Wilnie. Była żoną poety i członka wileńskiej grupy literackiej „Żagary”, Jerzego Zagórskiego. Po II wojnie światowej była m.in. kierownikiem literackim teatru w Częstochowie.
Tłumaczyła z języków: rosyjskiego, litewskiego, ukraińskiego i czeskiego.
W styczniu 1976 roku podpisała list protestacyjny do Komisji Nadzwyczajnej Sejmu PRL przeciwko zmianom w Konstytucji Polskiej Rzeczypospolitej Ludowej. 
Wraz z mężem, Jerzym odznaczona medalem „Sprawiedliwy wśród Narodów Świata”.
Mieszkała w Warszawie. Matka Włodzimierza Zagórskiego. Jej wnuczką jest Joanna Skórnicka, tłumaczka literatury pięknej i redaktor. 
Pochowana wraz z mężem na cmentarzu Powązkowskim (kwatera 169-2-19).

## Tłumaczenia (wybór)
- Anatol Sołowcow, Rimski-Korsakow (Wydawnictwo Literackie 1956; seria: „Monografie popularne” – wyd. 2 [nowe]: Polskie Wydawnictwo Muzyczne 1975, 1989, ISBN 83-224-0380-1)
- Vladimir Jankélévitch, Ravel (Wydawnictwo Literackie 1961; seria: „Monografie popularne”; wyd. 2: Polskie Wydawnictwo Muzyczne 1977)
- praca zbiorowa, pod red. A. Czegodajewa, Historia sztuki starożytnej (red. wydania polskiego: Maria i Władysław Leśniewscy; Wydawnictwo Literackie 1967)
- Władimir Sołouchin, Spotkania z ikonami (Wydawnictwo Literackie 1975)
- Lew Wygotski, Psychologia sztuki (oprac. przekładu Tadeusz Szyma; opracowanie naukowe tekstu, wstęp oraz komentarz Stanisław Balbus, Wydawnictwo Literackie 1980, ISBN 83-08-00449-0)
- Grigoł Abaszydze, Syn królowej Tamar. Kronika gruzińska z XIII w. (Wydawnictwo Literackie 1985, ISBN 83-08-00746-5)